# Elezioni europee del 1994 in Irlanda
Le elezioni europee del 1994 in Irlanda si sono tenute il 10 giugno.

## Risultati
| Liste  | Liste                    | Gruppo | Voti      | %     | Seggi |
| ------ | ------------------------ | ------ | --------- | ----- | ----- |
|        | Fianna Fáil              |        | 398.066   | 35,00 | 7     |
|        | Fine Gael                |        | 276.095   | 24,27 | 4     |
|        | Partito Laburista        |        | 124.972   | 10,99 | 1     |
|        | Partito Verde            |        | 90.046    | 7,92  | 2     |
|        | Democratici Progressisti | -      | 73.696    | 6,48  | -     |
|        | Sinistra Democratica     | -      | 39.706    | 3,49  | -     |
|        | Sinn Féin                | -      | 33.823    | 2,97  | -     |
|        | Partito dei Lavoratori   | -      | 22.100    | 1,94  | -     |
|        | Altri                    |        | 78.986    | 6,94  | 1     |
| Totale | Totale                   | Totale | 1.137.490 |       | 15    |